# Cirrospilus crowei
Cirrospilus crowei är en stekelart som beskrevs av Kerrich 1969. Cirrospilus crowei ingår i släktet Cirrospilus och familjen finglanssteklar. Inga underarter finns listade i Catalogue of Life.